# Museo archeologico statale Vincenzo Laviola
Il Museo Archeologico Statale "Vincenzo Laviola" è il museo archeologico statale di Amendolara, in provincia di Cosenza. Conserva numerosi reperti rinvenuti nella zona. L'ingresso è gratuito.

## Storia
La raccolta venne istituita nel 1996, a partire da un nucleo della collezione di Vincenzo Laviola assieme al materiale rinvenuto negli scavi del colle San Nicola. 
L'allestimento è composto da quattro sezioni, divise secondo un criterio cronologico: protostoria, due per la Magna Grecia, e una per i reperti bizantini.

## Descrizione
La prima sezione si apre coi reperti più antichi della collezione: vasi in terracotta, strumentiin metallo, armi e gioielli databili al XII secolo a.C. Provengono da uno scavo eseguito in città, che ha messo in luce le tracce di un insediamento a cavallo tra la tarda età del Bronzo e la prima età del Ferro. Vicini per datazione sono anche i reperti dalla necropoli presso Agliastroso.
Al periodo della Magna Grecia arcaica risalgono oggetti di corredi funebri databili tra l'VIII e il VI secolo a.C., provenienti dalle necropoli di Mancosa-Paladino. Vi si trova ceramica corinzia e protocorinzia, materiale in bronzo e altri reperti, che dimostrano la colonizzazione greca attraverso Sibari. Altri oggetti provengono dall'antica città scavata al pianoro di San Nicola e nella piana sottostante, dove sono state individuate le tracce di una vera e propria città con templi e una necropoli. Tra i reperti statuette votive, monete bronzee, pesi fittili da telaio, anche decorati a labirinto, che testimoniano la produzione intensiva di tessuti di lana. 
La sezione bizantina ospita frammenti architettonici di marmo e altri arredi liturgici provenienti dalle chiese cittadine di San Giovanni e dell'Annunziata.